# 3189 Penza
3189 Penza eller 1978 RF6 är en asteroid i huvudbältet som upptäcktes den 13 september 1978 av den rysk-sovjetiske astronomen Nikolaj Tjernych vid Krims astrofysiska observatorium på Krim. Den har fått sitt namn efter den då sovjetiska staden Penza.
Asteroiden har en diameter på ungefär 14 kilometer.